# تیس (اسپانیا)

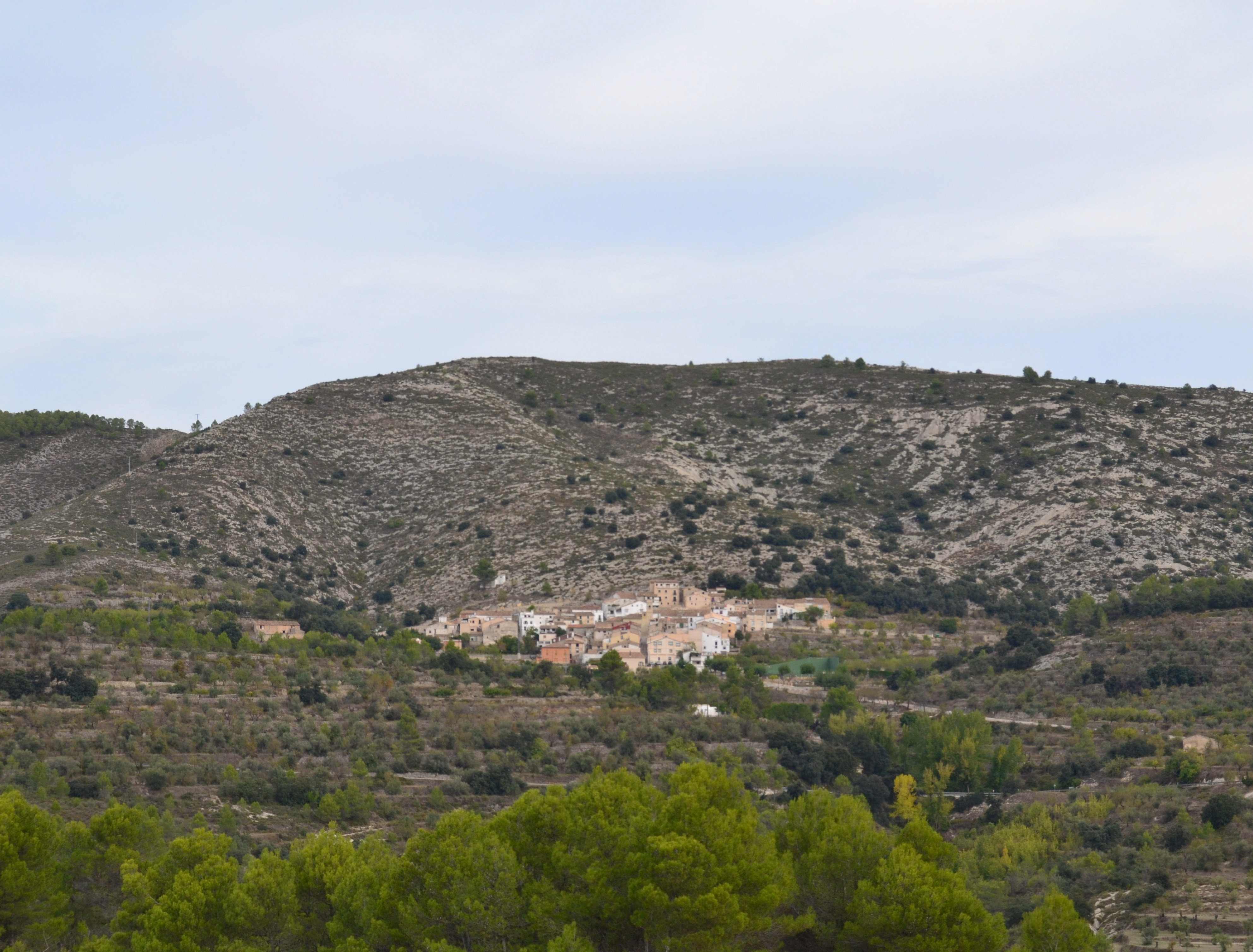
نمایی از دهستان تُیُس در استان آلیکانتهٔ اسپانیا – ۲۰۱۲

تُیُس دهستانی در استان آلیکانتهٔ اسپانیا است.
در این دهستان ۴۳ نفر زندگی می‌کنند. مساحت این دهستان ۱۵٫۸۴ کیلومتر مربع است.